# Companhia Riograndense de Telecomunicações
Companhia Riograndense de Telecomunicações (CRT) foi a empresa operadora de telefonia associada ao sistema Telebras no estado do Rio Grande do Sul antes do processo de privatização em julho de 1998.

## História
A CRT foi fundada em 30 de dezembro de 1960, pela Lei Estadual nº 4.073, durante o governo de Leonel Brizola. Inicialmente possuía 51% das ações pertencentes ao Governo do Estado do Rio Grande do Sul, com o restante pertencente à Companhia Telefônica Nacional (na época, uma filial da estadunidense International Telephone and Telegraph), que atuava no estado desde janeiro de 1950. Posteriormente, em 16 de fevereiro de 1962, os 49% restantes pertencentes à Companhia Telefônica Nacional foram estatizados.
Entre os anos de 1972 a 1998, a CRT foi associada ao sistema Telebras. Em 1993, foi considerada pela revista Exame como a melhor empresa de serviços públicos do país.
Operava os serviços de telefonia fixa e móvel (com o nome de Celular CRT) em todo o estado do Rio Grande do Sul, exceto nas cidades de Pelotas e Capão do Leão, que eram atendidas pela CTMR.
Em dezembro de 1996, a CRT teve 35% de seu capital arrematado por R$ 681 milhões pelo consórcio Telefônica do Brasil Holding (TBH), formado pela empresa espanhola Telefónica, pela Rede Brasil Sul de Comunicações (RBS) e pelo grupo financeiro norte-americano Citicorp. O estado continuou no controle da empresa. Em junho de 1998, o restante do capital da empresa foi adquirido por R$ 1,7 milhão. No entanto, como a Telefónica já havia adquirido a Telesp no mesmo ano, não pôde continuar como sócia majoritária da CRT. Na mesma data, a Portugal Telecom adquiriu 19,58% das ações da CRT em conjunto com as espanholas Iberdrola e o Banco Bilbao Vizcaya (BBV). O consórcio Telefônica do Brasil Holding passou a se chamar de Tele Brasil Sul (TBS), formada pela Telefónica, Portugal Telecom, RBS, Iberdrola e BBV. Em fevereiro de 1999, a Portugal Telecom anunciou a venda de ações na CRT. Em julho de 2000, a Telefónica anunciou a venda da CRT para a Brasil Telecom pelo valor de US$ 800 milhões, sendo incorporada à empresa em dezembro do mesmo ano. Em 2008, a Brasil Telecom foi vendida à Oi. O sistema celular continuou como Telefônica Celular, que em 2003 foi uma das formadoras da Vivo.